# Sybrida
Sybrida é um gênero de mariposa pertencente à família Crambidae.